# 伊夫·曼克尔
伊夫·曼克尔（德語：Yves Mankel，1970年11月12日—），德国男子雪橇运动员。他曾代表德国参加1992年冬季奥林匹克运动会雪橇比赛，联同托马斯·鲁道夫获得双人项目银牌。